# 普拉托定律
普拉托定律是有关皂液膜的一个经验定律，由19世纪比利时物理学家约瑟夫·普拉托在大量的实验观测之基础上总结而出。普拉托定律一共包括如下四条经验定律：
1. 皂液膜由完全光滑的表面组成。
2. 皂液膜的任一部分的平均曲率在同一片膜上的每一点上都是常数。
3. 皂液膜表面的交界一定是由三个表面相接构成的曲线，称为“普拉托边界”，交界处两两表面形成的平面交角都是 cos−1(−1/2)  =  120 度。
4. 普拉托边界之间相交一定是由四条边界相交构成一个交点，在交点处，四个边界线两两之间的交角都相同，等于 cos−1(−1/3) ≈ 109.47 度，如同正四面体的中心与四个顶点连接的连线两两之间所构成的交角一样。

如果皂液膜的结构不遵循普拉托定律，那么这个结构是不稳定的。它将很快破灭或改变结构，最终变为符合普拉托定律的结构。
普拉托定律是极小曲面应当满足的条件。珍·泰勒用几何测度论的方法给出了这个结论的数学证明。